# Díszmagyar

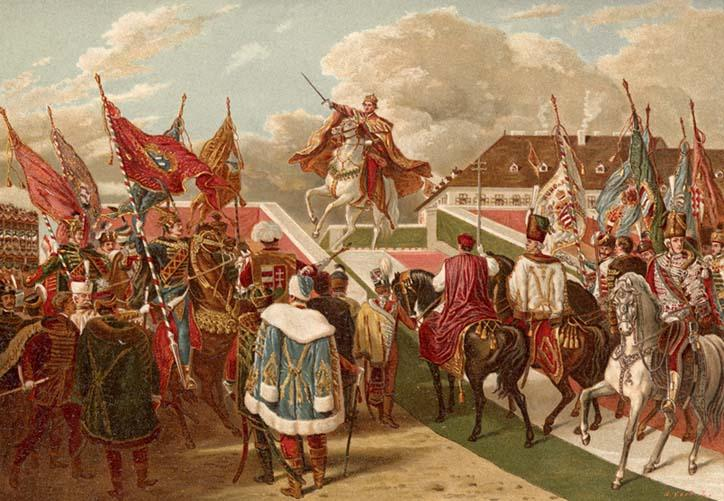
V. Ferdinánd magyar király koronázási ünnepsége Pozsonyban (1830) A díszmagyar a királyi udvar és később a közélet hivatalos viselete volt, elsősorban a reformkori és a dualista Magyarországon

A díszmagyar, a magyar kultúra alkotása, egy 19. századra kialakult nemzeti díszöltözék. Ez a fajta ruházat, kinézete ellenére nem népviselet, sokkal inkább a nemzeti öntudatot volt hivatott képviselni. Díszmagyar alatt elsősorban férfiöltözéket értünk, de létezett - kevésbé egyedi jellemzőkkel ékes - női díszmagyar is.

## Története
A magyar szabású díszruha fénykorát 1830-ban, V. Ferdinánd magyar király koronázási ünnepségén Pozsonyban érte el, majd ezt követően néhány évtizedig köznapi viseletté vált, ezután már általában csak az állami ünnepségeken viselték. A férfi díszruha prémmel szegett, kócsagtollas süvegből vagy karimás kalpagból, panyókára vetett, prémmel szegélyezett bársonymentéből, álló gallérú, magasan zárt selyemdolmányból, testhez álló, dús zsinórozással díszített selyemtrikó nadrágból, térdig érő sarkantyús csizmából vagy bokáig érő, oldalt fűzős cipőből és aranyrojtos fekete vagy fehér selyem nyakkendőből állt. Az öltözéket gazdag ékszerkészlet – gombok, öv, süvegdísz (forgó), kard, mente – és kardkötő egészítette ki.

## Galéria

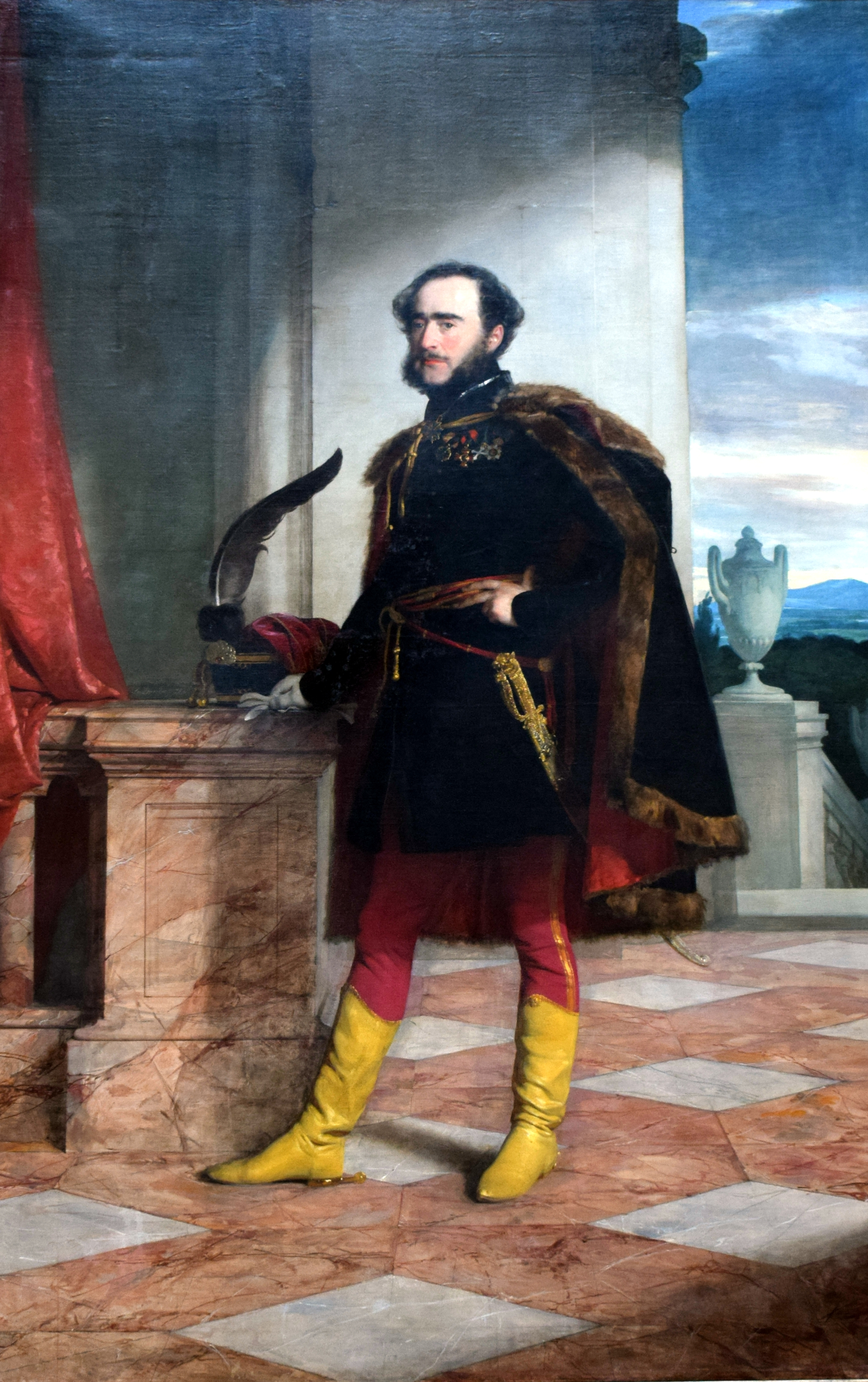
Széchenyi István díszmagyarban, Friedrich Amerling festményén
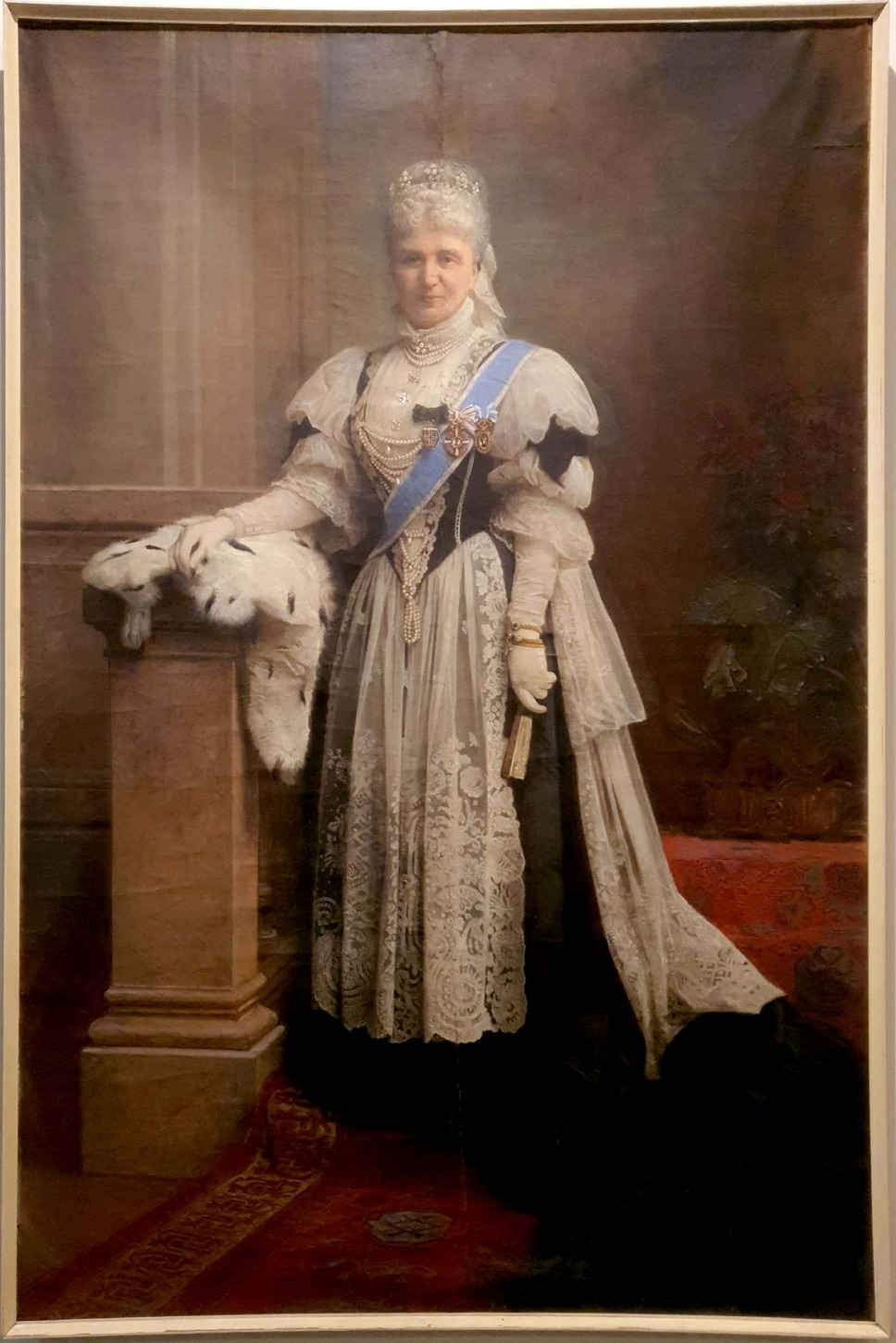
Ferenczy Ida díszmagyarban a millennium alkalmával
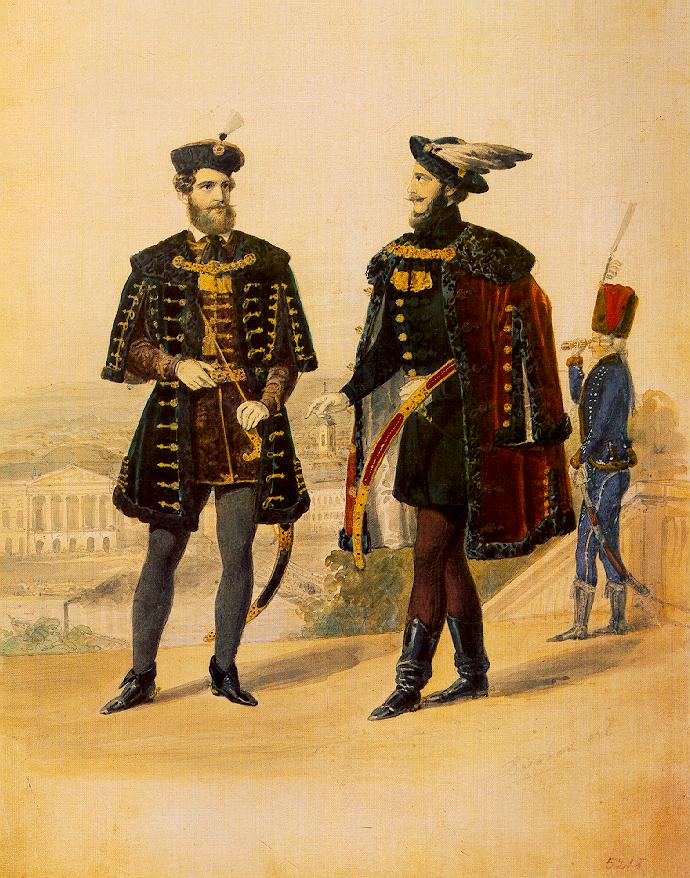
Barabás Miklós: Nemzeti divatkép, 1846, akvarell, Kiscelli Múzeum, Budapest
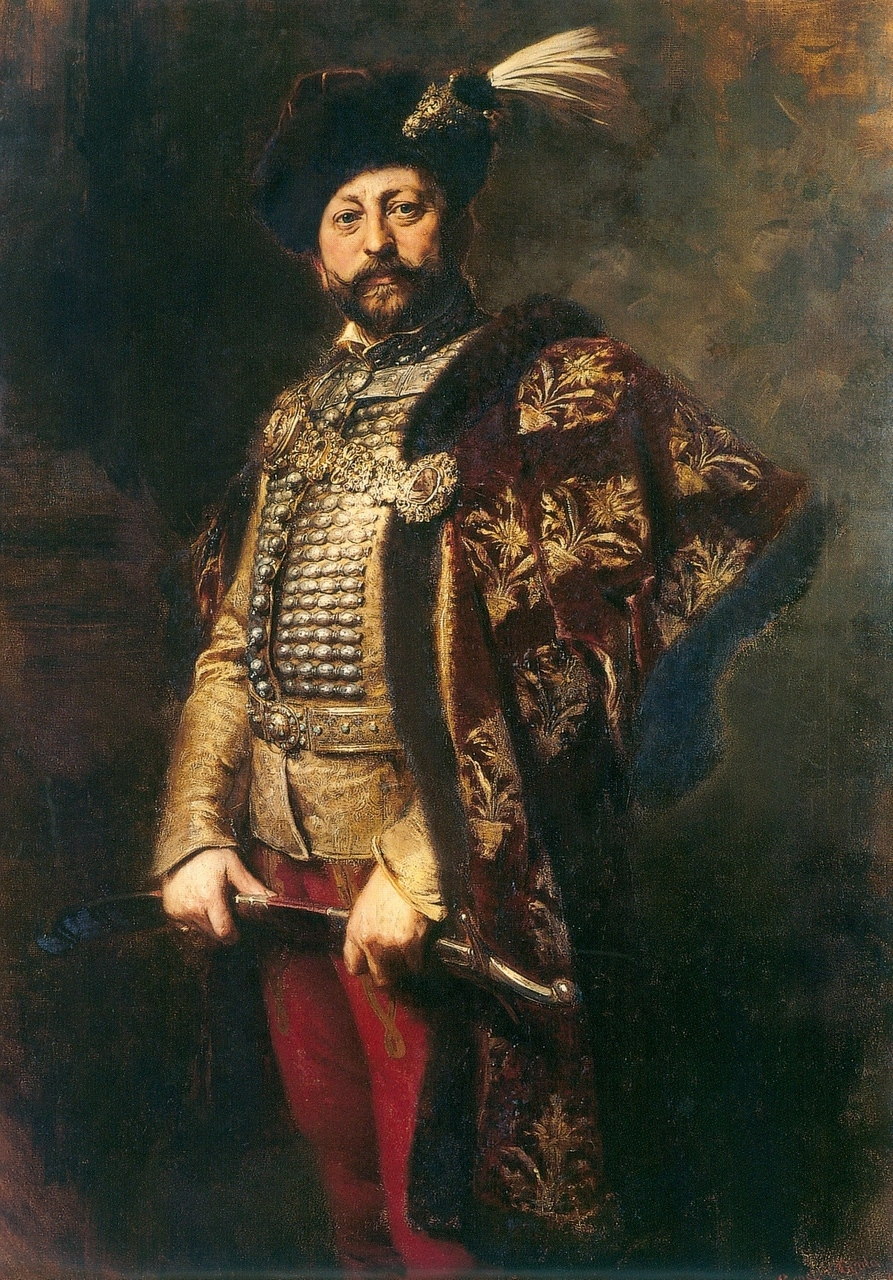
Benczúr Gyula: Andrássy Géza portréja
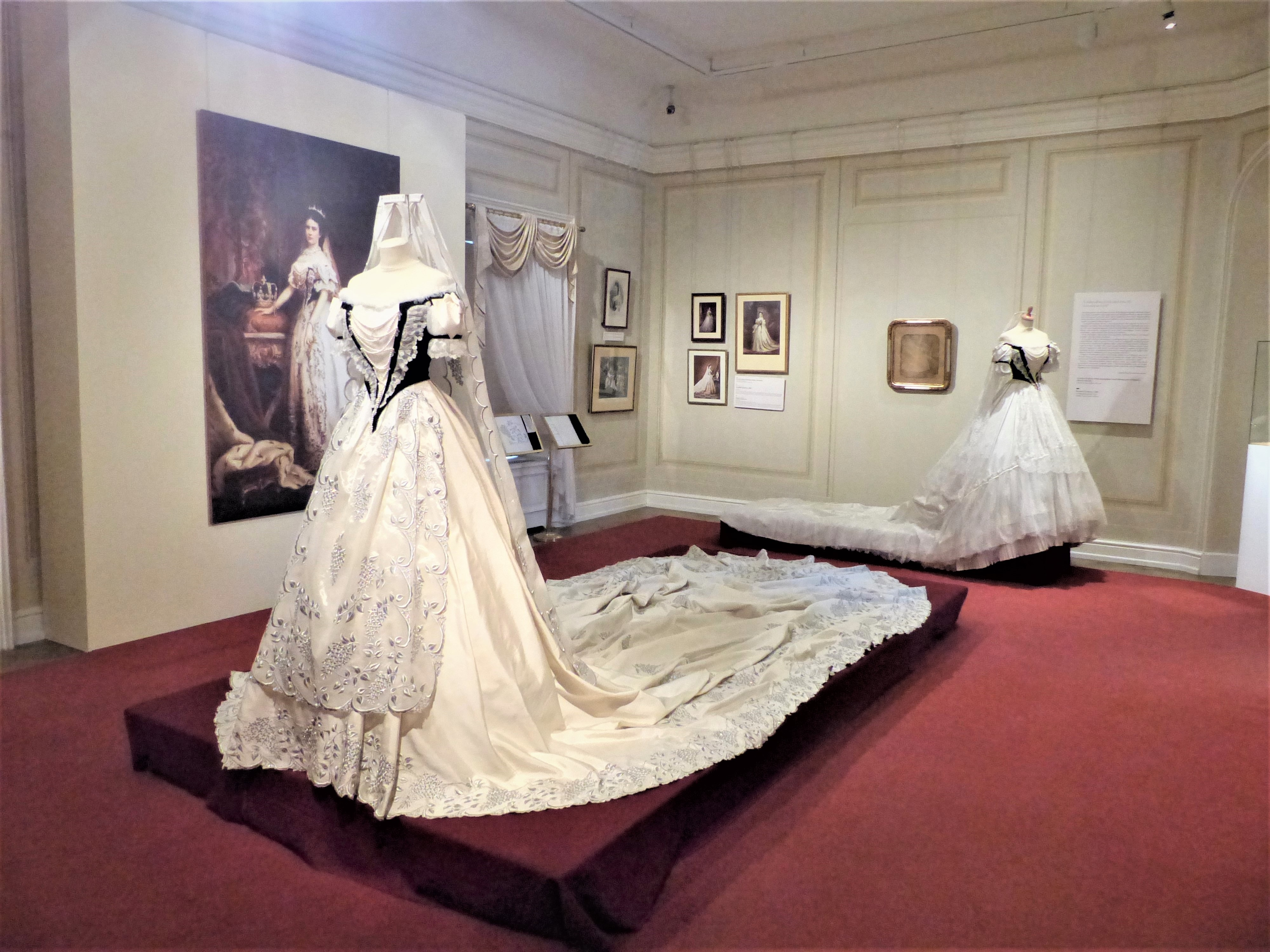
Wittelsbach Erzsébet magyar királyné díszmagyar koronázási ruhája (rekonstrukció)
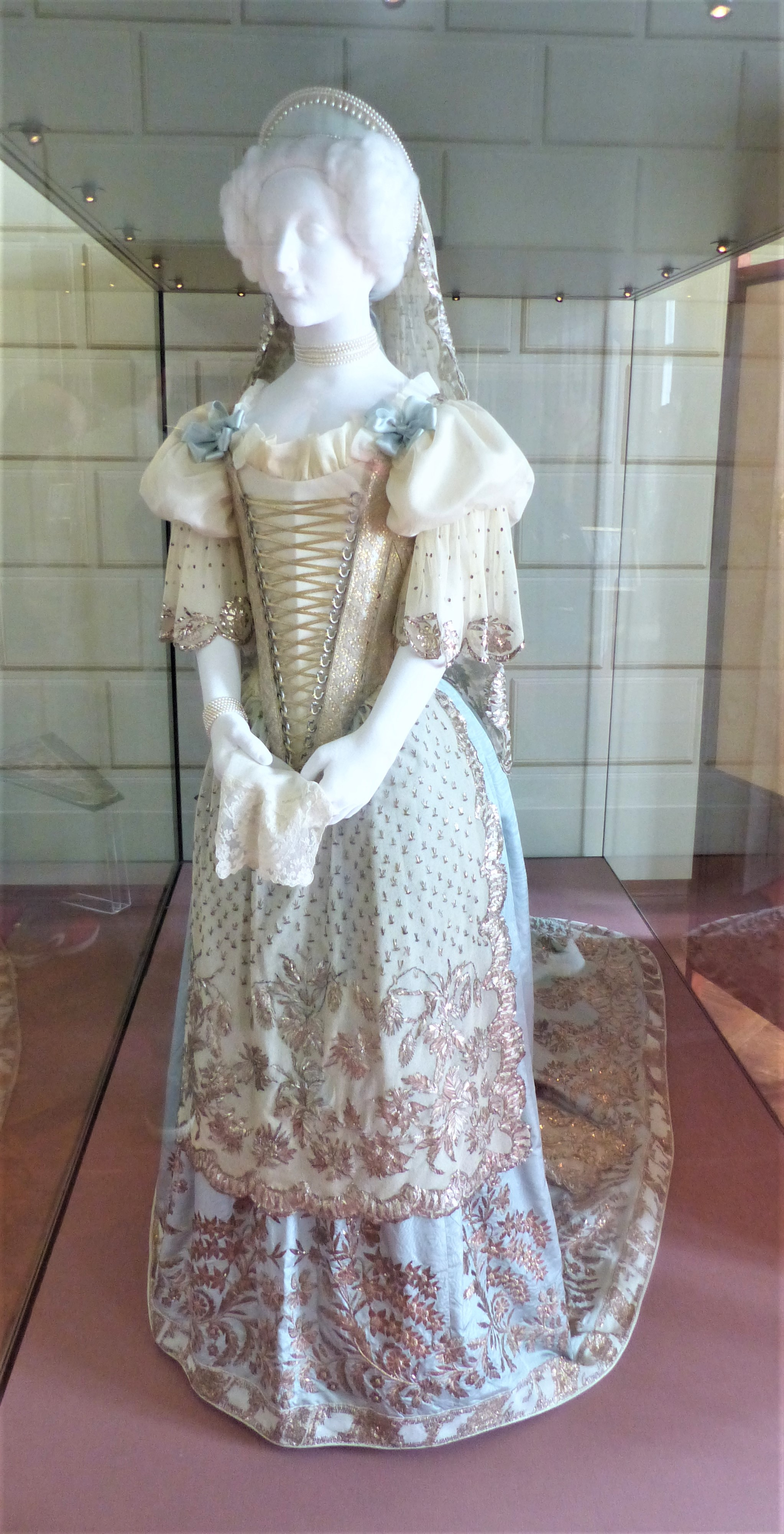
Gróf Rhédey Klára vonuló ruhája
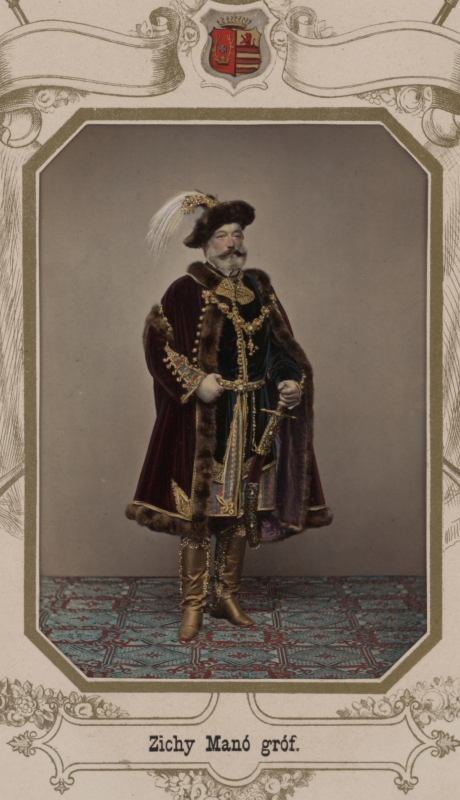
Zichy Manó díszmagyarban 1867-ben, színezett portré albuminpapíron
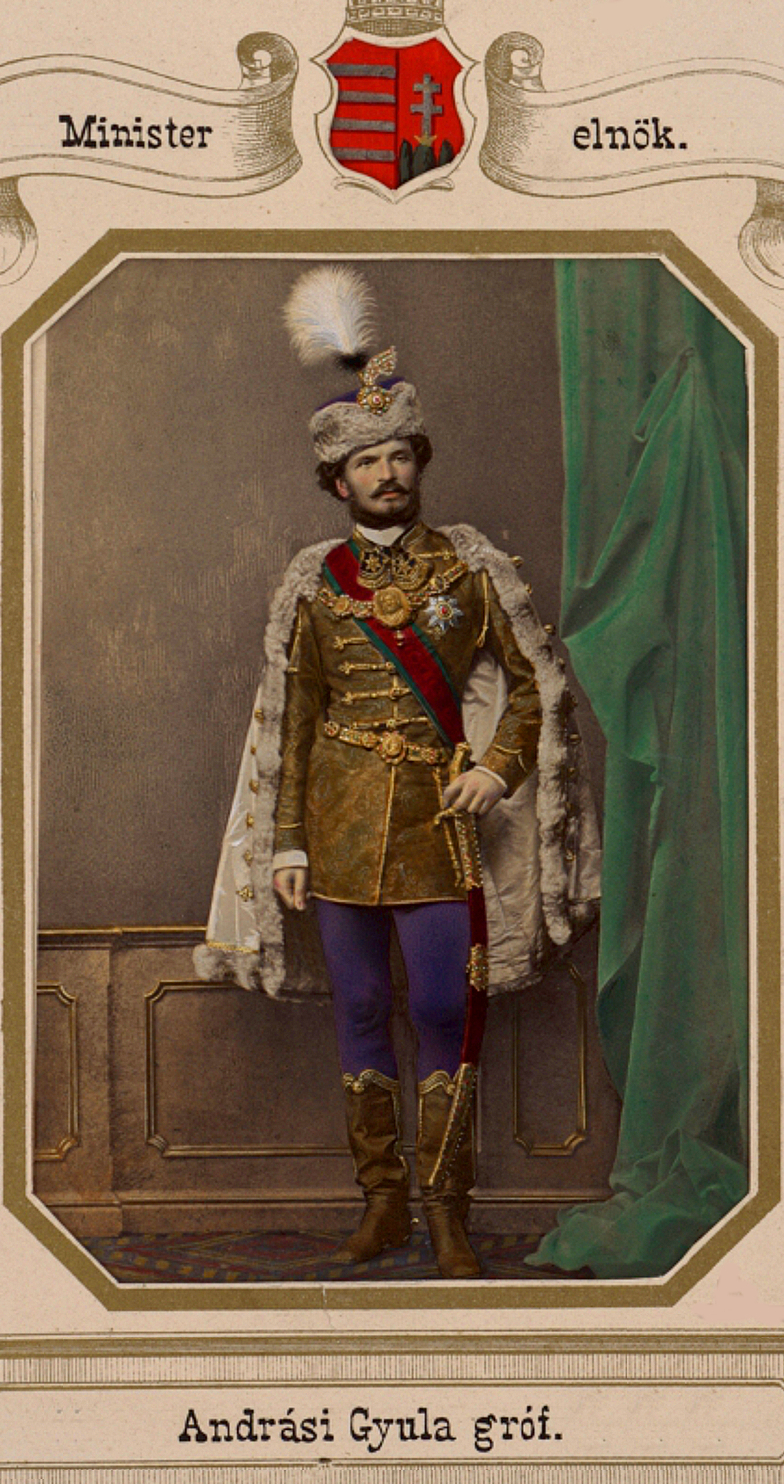
Andrássy Gyula miniszterelnök, 1867-ben, színezett portré albuminpapíron
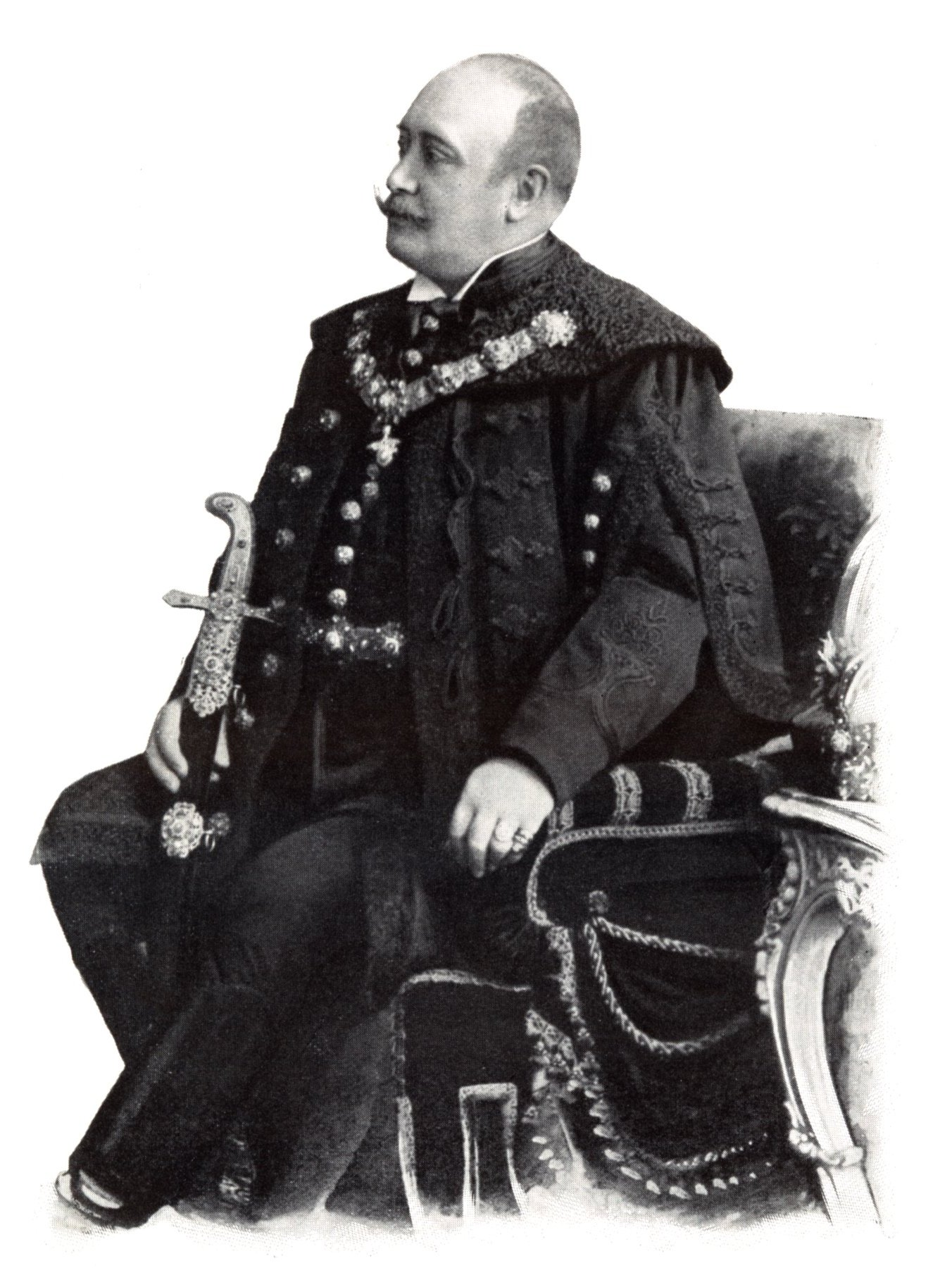
Kossuth Ferenc díszmagyarban